# アレクサンデル・ヴァット
アレクサンデル・ヴァット（ポーランド語: Aleksander Wat）というペンネームを使用していたアレクサンデル・フファット（ポーランド語: Aleksander Chwat、1900年5月1日 - 1967年7月29日）は、ポーランドの詩人、作家、芸術理論家、メモリスト。1920年代初頭におけるポーランド未来派運動の先駆者の一人で、20世紀半ばのポーランドにおける、最も重要な作家の一人と見なされている。

## 作品
- 1927年 - 『失業者ルシファー』